# 아케보노촌 (야마나시현)
아케보노촌(曙村)은 야마나시현 미나미코마군에 있던 촌이다. 현재의 미노부정에 해당한다.

## 역사
- 1875년 8월 - 고마군 7개 촌이 합병해 아케보노촌이 성립하였다.
- 1878년 7월 22일 - 군구정촌편직법에 의해, 아케보노촌은 미나미코마군에 소속되었다.
- 1889년 7월 1일 - 정촌제 시행에 의해 아케보노촌이 단독으로 지자체를 형성하였다.
- 1952년7월 30일 - 아케보노 사건이 발생하였다.
- 1954년 8월 17일 - 니시지마촌, 오스나리촌, 시즈카와촌과 합병해 나카토미정이 성립하여, 동일 아케보노촌은 페지되었다.

## 참고문헌
- 角川日本地名大辞典 19 山梨県